# Zlogoș, Kiustendil
Zlogoș (în bulgară Злогош) este un sat în comuna Trekleano, regiunea Kiustendil,  Bulgaria. 

## Demografie
Componența etnică a satului Zlogoș
     Bulgari (100%)
     Nicio identificare (0%)
     Altele (0%)
La recensământul din 2011, populația satului Zlogoș era de 36 locuitori. Din punct de vedere etnic, toți locuitorii erau bulgari.